# Hypoberg
Das Hypoberg ist eine künstliche Erhebung im Bayerischen Alpenvorland bei Ismaning.
Der aus Schutt des Zweiten Weltkrieges entstandene Hügel liegt direkt neben dem Poschinger Weiher und beherbgt oben eine kleine Freifläche mit Blick in Richtung München.
Direkt neben dem Hügel verläuft der Mittlere-Isar-Kanal.